# Ies Vorst
Izak (Ies) Vorst (Rotterdam, 23 januari 1938 – Amstelveen, 14 september 2023) was een Nederlandse rabbijn en schrijver. Zijn naam wordt ook als Izaak Vorst, Jitschak Vorst of Izaäk Vorst geschreven.

## Leven en werk
Vorst was de zoon van de voormalige Rotterdamse opperrabbijn Levie (Lou) Vorst. Zijn grootvader Isak van Gelder was rabbijn in Den Haag. Ies Vorst heeft als kind een deel van de Tweede Wereldoorlog in de kampen Westerbork en Bergen-Belsen doorgebracht. Na de oorlog hertrouwt zijn vader met een vriendin van zijn biologische moeder en volgden er nog vijf kinderen.
In de jaren 1960 is Vorst geëmigreerd om als ingenieur hulp te verschaffen bij het bouwen van de haven in de Israëlische kustplaats Haifa. Daar is hij in contact gekomen met de chassidische beweging Chabad en is hij begonnen met zijn opleiding tot rabbijn. Enkele jaren later verhuisde de inmiddels getrouwde Vorst naar Nederland om de joodse gemeenschap in Nederland te helpen opbouwen. Hij was betrokken bij de oprichting van de Joodse scholengemeenschap het Cheider en de Joodse gemeente in Amstelveen.
Vorst was lid van het Nederlands College voor Rabbinale Zaken (Wa'ad Harabaniem), hoofdgezant van Chabad in Nederland, en actief als hoofd van de Joodse Jeugdvereniging Tikwatenoe. Hij was de eerste Nederlandse rabbijn die zich aangesloten heeft bij de Chabad-beweging. In zijn werk heeft hij ernaar gestreefd Joden weer aansluiting te laten vinden bij de Joodse godsdienstige tradities. In 2003 besloot de Joodse Gemeente Amsterdam dat Vorst met pensioen ging. Sinds 2009 gaf Vorst ook Joodse les op YouTube met de wekelijkse Reis en rij mee met Vorst en zijn Parsche, met een knipoog naar het automerk Porsche.

## Persoonlijk
Vorst trouwde in 1964 in Brunoy met Dobbe Vorst-Rubinson, woonachtig in Amstelveen en het paar kreeg dertien kinderen, onder meer in de Verenigde Staten, Israël, Frankrijk, Nederland en in het Verenigd Koninkrijk. Een zoon is rabbijn Jehoeda Vorst in Rotterdam, een schoonzoon Shmuel Katzman is rabbijn van Den Haag en zijn schoonzoon Mendel Levine is rabbijn te Nijmegen.
Vorst overleed in 2023 op 85-jarige leeftijd en is begraven op de Joodse begraafplaats in Muiderberg.

## Boeken
Vorst heeft diverse boeken over het jodendom op zijn naam staan, waaronder: Baderech, waarin joodse begrippen en de grondbeginselen van het jodendom worden uitgelegd, Over pijn zingen, een boek over hoe het verlies van een naaste te verwerken, Geheim agent 613 een kinderboek. Verder heeft hij voor de jeugdbeweging Tikwatenoe kinderliedjes geschreven en een aantal door het NIK uitgegeven gebedenboeken gedeeltelijk vertaald, geredigeerd en bewerkt met verschillende verhalen. Van zijn kinderliedjes is een cd verschenen (2004).

### Publicatielijst (selectie)
- Vorst Ontdooit" Amsterdam: Jad Achat 2009
- Badèrech: op weg naar praktisch Joods leven, Amsterdam: Nederlands-Israëlitisch Kerkgenootschap 2007
- Gebeden voor de verzoendag (Reeks: ´Atirat Jitschak, dl. 2; vert. uit het Hebreeuws; bew. I. Dasberg; red. I. Vorst), Amsterdam: Nederlands-Israëlietisch Kerkgenootschap 2001
- Geheim agent 613: wereldverbeteraar, feestversierder, Amsterdam: Nederlands-Israëlietisch Kerkgenootschap 1995
- Het joodse leven: het joodse jaar rond, de synagoge, joodse gebruiken, Amsterdam: Jad Achat 1995
- Over pijn zingen: overpeinzingen na het verlies van een geliefde, Zoetermeer: Boekencentrum 1995
- Sjabbat thuis: kidoesj, zemierot, bensjen en havdala: tekstboek met aanwijzingen en transkriptie, Amsterdam: Jad Achat 1990

- International Standard Name Identifier: 0000 0000 7420 9916
- Library of Congress Control Number: n88110444
- Nationale Bibliotheek van Israël: 987007269545505171
- Nederlandse Thesaurus van Auteursnamen: 069510903
- Virtual International Authority File: 23690485
- WorldCat: E39PBJyGVThYxvv9wdhmPHJFKd